# آرثر هنري ريجنالد بولر
آرثر هنري ريجنالد بولر (19 أغسطس 1874 - 3 يوليو 1944) اختصاصي فطريات برريطاني كندي وهو معروف أساسا كباحث في الفطريات وصدأ القمح.

## وصلات خارجية
- A.H. Reginald Buller fonds
- Manitoba Historical Society, "Arthur Henry Reginald Buller (1874-1944)| - ع - ن - ت رؤساء الجمعية النباتية في أمريكا | - ع - ن - ت رؤساء الجمعية النباتية في أمريكا                                                                                                                                                                                                                                                                                                                                                                                                                                                                                                                                                                                                                                                                                                                                                                                                                                   |
| -------------------------------------------- | --- |
| 1894–1924                                    | - ويليام تريليس (1894) - تشارلز إدوين باسي (1895) - جون ميرل كولتر (1896) - ناثانيل الرب بريتون (1897) - لوسيان ماركوس أندروود (1898) - بنيامين ينكولن روبنسون (1899) - بايرون ديفيد هالستيد (1900) - جوزيف آرثر تشارلز (1901) - بيفرلي توماس غالاوي (1902) - تشارلز ريد بارنز (1903) - روبرت هاربر المر (1904) - وليام أشبروك كيلرمان (1905) - فرانكلين سمنر ايرل (1906) - جورج فرانسيس أتكينسون (1907) - وليام فرانسيس غانون (1908) - رولاند ذاكستر (1909) - إروين فرينك سميث (1910) - وليام جيلسون فارلو (1911) - لويس رالف جونز (1912) - دوغلاس هوتون كامبل (1913) - ألبرت سبير هيتشكوك (1914) - جون ميرل كولتر (1915) - روبرت هاربر المر (1916) - فريدريك تشارلز نيوكومب (1917) - ويليام تريليس (1918) - جوزيف آرثر تشارلز (1919) - ناثانيل الرب بريتون (1920) - تشارلز ألن إلمر (1921) - هنري تشاندلر كولز (1922) - بنيامين فرج دوغار (1923) - وليام الدوائر كوكر (1924) |
| 1925–1949                                    | - جاكوب ريتشارد شرام (1925) - ليبرتي هايد بيلي (1926) - هارلي هاريس بارتليت (1927) - آرثر هنري ريجنالد بولر (1928) - مارغريت كلاي فيرغسون (1929) - ليستر وايلند شارب (1930) - تشارلز جوزيف تشامبرلين (1931) - جورج جيمس بيرس (1932) - عزرا يعقوب كراوس (1933) - إلمر درو ميريل (1934) - آفين نيلسون (1935) - تشارلز ستيوارت جيجر (1936) - إدموند وير سينوت (1937) - آرثر جونسون إيمز (1938) - كارل مكاي ويغاند (1939) - إدغار نيلسون ترانزو (1940) - جون تيودور بوتشولز (1941) - مريت ليندن فرنالد (1942) - وليام جاكوب روبنز (1943) - جلبرت مورغان سميث (1944) - إيرفينغ فيدمر بيلي (1945) - نيل ايفرت ستيفنز (1946) - رالف إرسكين كليلاند (1947) - هنري ألان جليسون (1948) - آيفي فورمان لويس (1949) |
| 1950–1974                                    | - ألبرت فرانسيس بليكسلي (1950) - كاثرين عيسو (1951) - إدغار أندرسون (1952) - رالف هارتلي ويتمور (1953) - ادريانس س.فوستر (1954) - أوزوالد تيبو (1955) - هارييت بالدوين كريتون (1956) - George Sherman Avery, Jr. (1957) - فريتس وارمولت وينت (1958) - وليام كامبل ستير (1959) - كينيث فيفيان تيمان (1960) - فيرنون تشيدل (1961) - جورج ليديارد ستودارد (1962) - Constantine John Alexopoulos (1963) - بول جاكسون كرامر (1964) - هارون جون شارب (1965) - هارولد تشارلز بولد (1966) - رالف ايمرسون (عالم نبات) (1967) - آرثر غالستون (1968) - هارلان باركر بانكس (1969) - لينكولن كونستانس (1970) - ريتشارد كاوثورن ستار (1971) - Charles Heimsch (1972) - آرثر كرونكويست (1973) - Theodore Delevorya (1974) |
| 1975–1999                                    | - بيتر رافين (1975) - Barbara Frances Palser (1976) - وارن هربرت فاغنر (1977) - وليام أغسطس جنسن (1978) - هربرت جورج بيكر (1979) - Charles Bixler Heiser (1980) - باتريشيا كيرن هولمغرين (1981) - Ernest M. Gifford, Jr. (1982) - باربرا دوناهو بستر (1983) - ميلدريد استير ماتياس (1984) - وليام لويس ستيرن (1985-1986) - راي فرانكلين إيفرت (1986-1987) - شيرلي كوتر تاكر (1987-1988) - وليام هاردي إيشباغ (1988–89) - David Leonard Dilcher (1989–90) - Beryl B. Simpson (1990–91) - وليام لويس كولبيرتسون (1991–92) - غريغوري جوزيف أندرسون (1992-1993) - جرادي يندر وبستر (1993-1994) - Harry T. Horner (1994–95) - باربرا آنا شال (1995–96) - دانيال كراوفورد (1996-1997) - Nancy Dengler (1997–98) - Carol C. Baskin (1998–99) |
| 2000–الآن                                    | - Douglas E. Soltis (1999–2000) - Patricia G. Gensel (2000–1) - Judy Jernstedt (2001–2) - Scott D. Russell (2002–3) - Linda E. Graham (2003–4) - Allison A. Snow (2004–5) - إدوارد إل شنايدر (2005–6) - Christopher H. Haufler (2006–7) - باميلا سولتيس (2007–8) - كارل جوزيف نيكلاس (2008–9) - Kent Holsinger (2009–10) - Judith Skog (2010–11) - Stephen G. Weller (2011–12) - إليزابيث كيلوغ (2012-13) |